# Wild Mood Swings
Wild Mood Swings – dziesiąty album studyjny brytyjskiego zespołu The Cure, wydany w 1996 roku.

## Historia płyty
Po wydaniu płyty "Wish" wydawało się, że zespół The Cure jest na krawędzi rozpadu po odejściu Porla Thopmsona i Borisa Williamsa. Dodatkowo Simon Gallup musiał wziąć urlop z powodu problemów zdrowotnych, co spowodowało, że w zespole pozostał tylko Robert Smith i Perry Bamonte. Okazało się jednak, że zespół nie rozpadł się, a gdy Gallup wyzdrowiał, namówił Rogera O’Donnella do powrotu do grupy. Jest to pierwszy album, na którym zagrał perkusista Jason Cooper (zagrał w dziewięciu z czternastu utworów na płycie).
Album nie został zbyt dobrze przyjęty przez wielu fanów The Cure (sprzedał się w nakładzie zaledwie miliona egzemplarzy – to o trzy miliony gorzej od jego poprzednika, "Wish"). Mimo wszystko Robert Smith powiedział, że ta płyta należy do pierwszej piątki jego ulubionych albumów The Cure.
Jednym z drugorzędnych motywów pojawiających się na albumie jest wyśmianie stylu życia sceny klubowej lat 90. Można to szczególnie dostrzec w utworach "Club America" i "Want".

## Lista utworów
Wszystkie piosenki, oprócz specjalnie oznaczonych, napisane przez Bamontego, Coopera, Gallupa, O’Donnella i Smitha.
1. "Want" – 5:06
2. "Club America" (Bamonte, Cooper, Gallup, Smith) – 5:02
3. "This Is a Lie" – 4:29
4. "The 13th" – 4:08
5. "Strange Attraction" – 4:19
6. "Mint Car" – 3:32
7. "Jupiter Crash" – 4:15
8. "Round & Round & Round" – 2:39
9. "Gone!" – 4:31
10. "Numb" – 4:49
11. "Return" – 3:28
12. "Trap" – 3:37
13. "Treasure" – 3:45
14. "Bare" – 7:57

Dodatkowy utwór
15. "It Used to Be Me" – 6:50
(tylko na japońskim wydaniu, poza Japonią dostępne jako b-side singla "The 13th")

## Twórcy
- Robert Smith – gitara basowa, gitara, śpiew
- Perry Bamonte – gitara basowa, gitara
- Jason Cooper – instrumenty perkusyjne, perkusja
- Simon Gallup – gitara basowa
- Roger O’Donnell – instrumenty klawiszowe

### Pozostali twórcy
Instrumenty dęte
- Jesus Alemany – trąbka
- John Barclay – trąbka
- Steve Dawson – trąbka
- Richard Edwards – puzon
- Sid Gauld – trąbka
- Will Gregory – saksofon
- Steve Sidwell – trąbka

Instrumenty smyczkowe
- Mister Chandrashekhar – skrzypce
- Sue Dench – altówka
- Leo Payne – skrzypce
- Audrey Riley – wiolonczela
- Chris Tombling – skrzypce

Instrumenty perkusyjne
- Ronald Austin – perkusja w "This Is a Lie"
- Louis Pavlou – perkusja w "Club America"
- Mark Price – perkusja w "Mint Car", "Trap" i "Treasure"

## Produkcja
- Producenci: Steve Lyon, Robert Smith
- Inżynier: Steve Lyon
- Miksowanie: Paul Corkett, Spike Drake, Paul Q. Kolderie, Tom Lord-Alge, Steve Lyon, Alan Moulder, Tim Palmer, Mark Saunders, Adrian Maxwell Sherwood, Sean Slade, Robert Smith
- mastering: Ian Cooper
- Aranżerowie: Ronald Austin, Sid Gauld, Will Gregory, Audrey Riley, Robert Smith
- Kierownictwo artystyczne: The Cure, Andy Vella

## Notowania na listach muzycznych
Album – Billboard (Ameryka Północna)
| Rok  | Lista         | Pozycja |
| ---- | ------------- | ------- |
| 1996 | Billboard 200 | 12      |

Single – Billboard (Ameryka Północna)
| Rok  | Singel     | Lista                              | Pozycja |
| ---- | ---------- | ---------------------------------- | ------- |
| 1996 | "Mint Car" | Modern Rock Tracks                 | 14      |
| 1996 | "Mint Car" | Billboard Hot 100                  | 58      |
| 1996 | "The 13th" | Hot Dance Music/Maxi-Singles Sales | 11      |
| 1996 | "The 13th" | Modern Rock Tracks                 | 15      |
| 1996 | "The 13th" | Billboard Hot 100                  | 44      |